# Vol Air Bagan 011
Le 25 décembre 2012, un Fokker F100 assurant le vol Air Bagan 011, un vol régional régulier entre Rangoun et Heho (en), en Birmanie, s'est écrasé hors de la piste de l'aéroport de Heho, lors de la phase d'approche par faible visibilité, avant de s'immobiliser dans une rizière et de prendre feu. On compte deux morts (un dans l'avion et un au sol) ainsi que dix blessés, dont un au sol.
Le Bureau d'enquête sur les accidents du Myanmar (MAIB) a conclu que les pilotes n'ont pas suivi la procédure appropriée pour l'approche à l'aéroport de Heho. Lors de la tentative d'atterrissage, l'équipage a décidé de poursuivre sa descente sous l'altitude minimale de descente (MDA) alors qu'il n'avait pas le contact visuel avec la piste. La charge de travail élevée de l'équipage et la décision d'affecter le copilote, moins expérimenté, en tant que pilote en fonction (PF) ont également contribué à l'accident.

## Avion

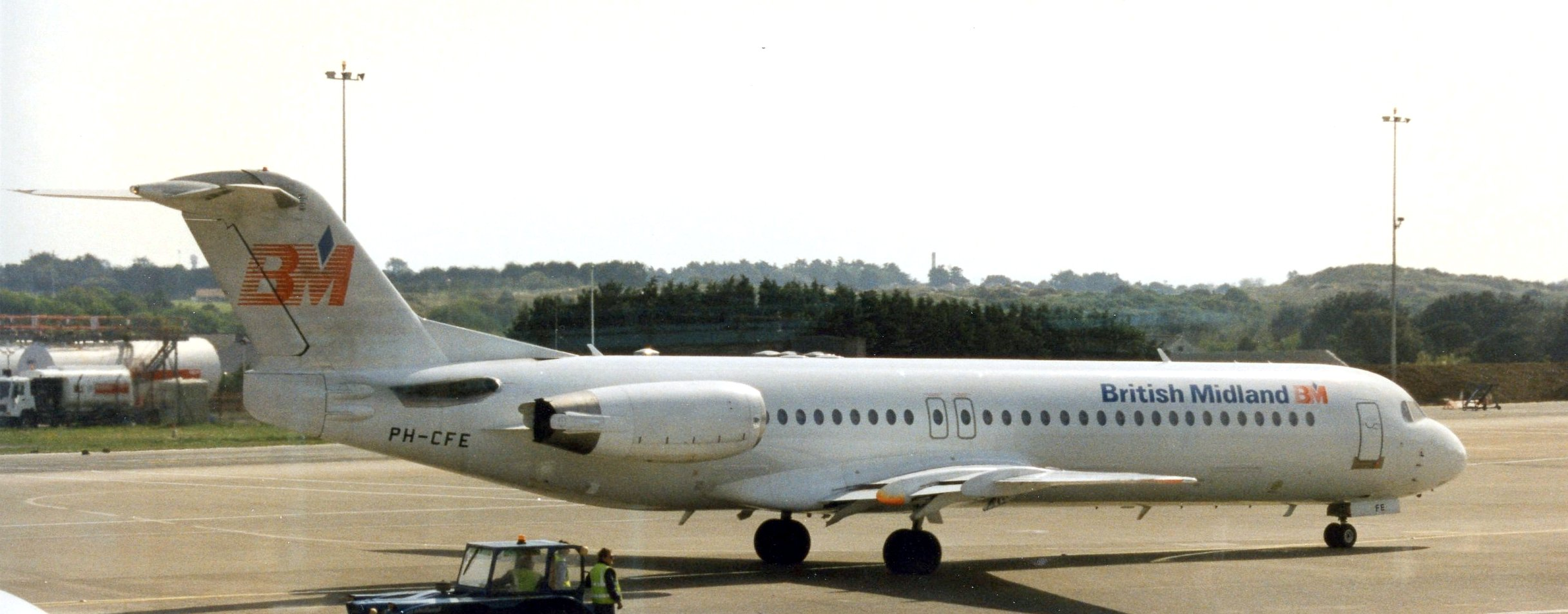
L'appareil impliqué dans l'accident, alors qu'il opérait pour British Midland Airways, ici à l'aéroport de Jersey en mai 1997.

L'appareil impliqué est un Fokker F100 immatriculé XY-AGC (numéro de série 11327), âgé de 21 ans ; il a été fabriqué en 1991 avec comme première immatriculation PH-CFE. Avant d'appartenir à Air Bagan, ce biréacteur court-courrier a été exploité par plusieurs compagnies aériennes européens, dont Air Europe, Air Littoral et British Midland Airways. L'avion appartenait initialement à Air Bagan de 2005 à 2008, avant d'être vendu à Myanmar Airways International pendant un an, pour enfin revenir dans la flotte d'Air Bagan en 2009. Au moment de l'accident, il cumulait un total de 27 378 heures de vol et 32 584 cycles de vol (décollage/atterrissage).
Malgré son âge avancé, l'avion avait passé avec succès, en novembre 2012, le dernier contrôle d'entretien majeur. Le dernier contrôle en ligne avait été effectué deux jours seulement avant l'accident.

## Passagers et équipage
Il y avait 65 passagers et 5 membres d'équipage à bord de l'avion. La majorité des passagers étaient des ressortissants étrangers, mais leur nombre exact n'était pas connu. Selon les rapports, ils étaient originaires d'Australie, de France, d'Allemagne, de Corée du Sud, de Suisse, de Taïwan, du Royaume-Uni et des États-Unis ; les autres étaient de nationalité birmane.
Les autorités n'ont pas révélé l'identité du commandant de bord et du copilote. Toutefois, selon le rapport d'enquête, le commandant de bord était un pilote expérimenté âgé de 49 ans, qui totalisait 5 937 heures de vol à son actif ; il avait été commandant de bord sur Fokker F100 pendant 6 ans et avait effectué 2 547 heures de vol sur ce type d'avion. Le copilote n'avait effectué que 849 heures de vol au cours de sa carrière, dont 486 heures sur Fokker F100.

## Accident
Le vol 011 est un vol régulier reliant Rangoun, la plus grande ville de Birmanie, à Heho (en), avec une escale à Mandalay. Lors de cette escale, un total de 60 passagers ont débarqué et 40 passagers sont montés à bord de l'avion. Avec un total de 71 personnes à bord, l'avion a décollé de Mandalay à 8 h 26, heure locale, avant d'entamé la dernière étape du vol vers Heho. Le copilote a été désigné comme pilote en fonction pour cette dernière étape, tandis que le commandant de bord a été affecté à la communication radio.
À l'approche de Heho, le contrôle aérien a signalé à l'équipage un vent faible, une visibilité de 3 000 m et un brouillard léger. Comme il y avait du brouillard dans le secteur, l'équipage a décidé d'effectuer une approche de non-précision. Vers 8 h 47, l'équipage a lancé une procédure d'approche de non-précision vers la piste 36 de l'aéroport de Heho. À environ 16 km de l'aéroport, l'équipage a signalé avoir un contact visuel avec la piste.
Alors que l'avion était configuré pour l'atterrissage et aligné avec la piste 36, l'équipage a décidé de descendre davantage. L'avion est alors entré dans des nuages et l'équipage a finalement perdu le contact visuel avec la piste. Cependant, le commandant de bord a demandé au copilote d'appuyer sur le bouton de maintien d'altitude pour que le pilote automatique maintienne l'altitude de l'avion. Dans le même temps, l'avertisseur de proximité du sol avertit l'équipage de la baisse d'altitude trop importante.
À 8 h 53, à environ 1,3 km du seuil de piste, l'avion heurte des lignes électriques et la cime de plusieurs arbres. Lors de l'impact avec les arbres, l'aile gauche se sépare du fuselage, rompant les conduites de carburant à l'intérieur de l'aile. Les débris et le carburant de l'avion ont percuté une moto qui passait, avec deux personnes à bord. L'avion a finalement heurté des câbles téléphoniques et une clôture, avant d'entrer en collision avec le terrain de l'autre côté d'une route. Il a alors immédiatement pris feu. Le copilote a alors déclaré Mayday et une évacuation d'urgence a été effectuée. Sur les huit issues de secours, deux d'entre elles n'ont pas été utilisées car elles se trouvaient au-dessus de l'aile droite, qui était en feu.
Les services de lutte anti-incendie de l'aéroport sont finalement arrivés sur le site de l'accident en dix minutes, mais avec quelques difficultés en raison de l'emplacement de l'accident. Au moins neuf véhicules ont été déployés pour aider au sauvetage des passagers. La police locale et des citoyens ont également participé à l'évacuation des occupants de l'avion.
Au total, dix personnes ont été grièvement blessées par l'accident, dont deux membres d'équipages, sept passagers et une personne au sol. Parmi ceux-ci, huit ont été transportés à Rangoun et deux autres ont été transportés à Bangkok pour un traitement ultérieur. Au total, 61 personnes ont été répertoriées comme légèrement blessées ou indemnes. Cependant, deux personnes ont été tuées : un passager et l'un des occupants de la moto percuté par les débris de l'avion.

## Enquête
Le rapport final conclut que la cause principale de l'accident du vol 011 est la décision de l'équipage de descendre en dessous de l'altitude minimale de descente (MDA) de 530 pieds (160 m) sans avoir la piste en visuel, lors de la procédure d'approche finale. À ce stade, la procédure d'exploitation standard de la compagnie aérienne aurait exigé qu'une approche interrompu et une remise de gaz soit immédiatement initié par les pilotes. 
Le rapport cite comme facteurs contributifs l'évaluation inadéquate des risques par le commandant de bord en désignant le copilote comme pilote aux commandes pour cette approche dans les conditions météorologiques données, et une pression accrue sur l'équipage pour effectuer l'atterrissage, en raison de la présence d'autres avions en approche vers Heho (en) à ce moment-là. 
Trois recommandations de sécurité ont été formulées à la suite de cet accident.